# Joan Boadas i Raset
Joan Boadas i Raset (Riudellots de la Selva, 1957) és un arxiver i historiador català.
Va ser director de l'Arxiu Municipal de Girona des de 1990 a 2022. De 1992 a 1997 va ser també al front de l'àrea de Cultura de l'Ajuntament de Girona. Abans de treballar a la ciutat de Girona havia sigut arxiver municipal a Caldes de Malavella i a Salt. El 2022 va ser reconegut pel Consell Internacional d'Arxius (ICA, de l'anglès International Council on Archives) com a Fellow of the ICA, un reconeixement que només té una vintena de persones. El mateix any va rebre el Premi Emmett Leahy Award , que reconeix l'excel·lència en la gestió d'informació i registres. El maig de 2023 el Ple de l'Ajuntament de Girona va aprovar, per unanimitat, nomenar Boadas i Raset nou cronista oficial de la ciutat de Girona.